# Hampton Sides
Wade Hampton Sides, né en 1962 à Memphis (Tennessee), est un journaliste et historien américain. 
Rédacteur en chef d'Outside (magazine), il écrit pour de nombreux périodiques tels le National Geographic, The New Yorker, Esquire, Men's Journal (en) ou The Washington Post.

## Biographie
Originaire de Memphis, il fait ses études à la Presbyterian Day School (en) puis à la Memphis University School (en) et est diplômé de l'université Yale avec un BA d'histoire. 
Ancien de Yaddo, de la MacDowell Colony et de la Japan Society (Manhattan) (en), il a donné de nombreuses conférences dans le monde entier telles à Columbia, Yale, Stanford, à l'université méthodiste du Sud, au Colorado College, à Manille etc. et a été invité à de nombreuses émissions de télévision et de radio : Today (NBC), Book TV, History, Fresh Air, CNN, The Colbert Report, All Things Considered etc.
Il vit à Santa Fe (Nouveau-Mexique) avec son épouse la journaliste Anne Goodwin Sides dont il a trois enfants. 
Il a été nommé deux fois au National Magazine Award.

## Publications
- Stomping Grounds: A Pilgrim's Progress Through Eight American Subcultures, 1992  (ISBN 0-688-09049-4)
- Ghost Soldiers (en): The Epic Account of World War II's Greatest Rescue Mission, 2001  (ISBN 0-385-49564-1)
- Why Moths Hate Thomas Edison and Other Urgent Inquiries into the Odd Nature of Nature: The Best of Outside Magazine's The Wild File , New York: Norton, 2001  (ISBN 0-393-32150-9)
- Americana: Dispatches from the New Frontier, 2004  (ISBN 1-400-03355-1)
- Blood and Thunder: An Epic of the American West, 2006  (ISBN 0-385-50777-1)
- Hellhound On His Trail (en): The Electrifying Account of the Largest Manhunt in American History, 2010  (ISBN 0-385-52392-0)
- In the Kingdom of Ice: The Grand and Terrible Polar Voyage of the USS Jeannette, Doubleday, 2014  (ISBN 9780385535380)
- Au royaume des glaces, éditions Paulsen, 2018